# Гражданская оборона (группа)
«Гражда́нская оборо́на» (известная также в сокращении как «ГрОб» и «ГО») — советская и российская рок-группа, основанная 8 ноября 1984 года в Омске Егором Летовым и Константином Рябиновым, наиболее заметная представительница сибирского панк-рока.
Музыка коллектива на начальном этапе представляла собой панк-рок с сильным гаражным влиянием, сохранявшимся на всём протяжении творческой деятельности группы, а в 1990-х годах её стилистика сместилась в сторону психоделического рока. «Гражданская оборона» являлась одной из наиболее влиятельных панк-рок-групп СССР и России. Группа распалась в 2008 году после смерти Егора Летова.

## История

### Ранний этап творчества (1984—1986)
В конце 1982 года Летовым был создан проект-предшественник «Гражданской обороны» — группа «Посев», названная в честь известного диссидентского журнала Народно-трудового союза российских солидаристов. За два с половиной года в рамках проекта было записано десять альбомов. Среди участников проекта были и будущие музыканты «Гражданской обороны»: Константин Рябинов, Андрей Бабенко, Евгений Деев.
8 ноября 1984 года была образована группа «Гражданская оборона». Первый её состав:
- Егор Летов — вокал, ударные, гитара;
- Константин Рябинов (Кузя УО) — бас-гитара;
- Андрей Бабенко (Босс) — гитара.

Первым альбомом должен был стать «The Best of Посев». Группа даже приступила к записи, и было записано 4 трека, но появились и собственные треки, и смысл альбома изменился. В результате появился 20-минутный мини-альбом из 8 треков под названием «The Best of Г.О.». Вместо барабанов были использованы коробки, портфели, чемоданы и тому подобное.
В январе 1985 года коллектив покинул Бабенко, в то же время в группу пришел вокалист Курт Васин
В марте того же года на основе записей 82–85 годов групп «Посев», «Запад» и «ГО» был составлен сборник «История омского панка, том 1», тогда же появился альбом «Гражданская Оборона (Для тех, кто ищет смысл)».
Материалом первых двух альбомов («Поганая молодёжь» и «Оптимизм») были ранние сочинения 1982—1985 годов, однако записать эти два альбома группе в 1985 году не удалось по причине преследований её членов со стороны КГБ: Рябинов, несмотря на проблемы с сердцем, был отправлен на армейскую службу, а Летов принудительно госпитализирован в психиатрическую больницу. Первые два альбома были впоследствии частично реставрированы, частично заново записаны в 1988 году с использованием раритетных дорожек 1985—1987 годов.
Летом 1986 года Летов совместно с Евгением Филатовым записал акустический альбом «Гражданской обороны» — «Игра в бисер перед свиньями», материал которого впоследствии будет переписан Летовым в одиночку и выйдет под названием «Красный альбом».

### Известность (1987—1990)

#### Студийный период
В 1987 году группа выехала на первый Новосибирский рок-фестиваль (10—13 апреля 1987 года). Помимо Летова в концертный состав группы вошли Олег Лищенко и Евгений Лищенко (оба — дуэт «Пик Клаксон»). В тот момент оргкомитет фестиваля находился в замешательстве: областной комитет комсомола запретил приезд групп «Звуки Му» и «АукцЫон». В программе была «дыра», и президент рок-клуба представил начальству прибывшую в качестве замены омскую команду как «пай-мальчиков». Музыканты Летова выступили как группа «Адольф Гитлер» (название совместного проекта Летова и Лищенко), и, прежде чем организаторы опомнились, группа успела отыграть 25 минут. Выступление впечатлило публику. Многочисленные гости фестиваля разнесли легенду о группе по всей стране.
Воодушевлённый Летов за май — июнь 1987 года записал пять альбомов «Гражданской обороны»: «Мышеловка», «Хорошо!!», «Тоталитаризм», «Некрофилия», «Красный альбом» (электрический). Хотя все пять альбомов и были записаны в одиночестве, в аннотации к ним состав группы указывался так:
- Джа Егор — вокал;
- Лукич — ударные;
- Майор Мешков — гитара;
- Килгор Траут — бас;
- Дохлый — гитара.

Под всеми этими псевдонимами скрывался сам Летов. Мифический «Майор Мешков» получил имя в честь майора КГБ Мешкова Владимира Васильевича, который вёл дело против Летова и его соратников, Килгор Траут — это один из любимых Летовым персонажей Курта Воннегута, Лукич — ссылка на Ильича, Егор Дохлый — давний псевдоним Летова.
Зимой 1988 года снова практически без посторонней помощи Летов записал ещё три альбома группы: «Всё идёт по плану», «Так закалялась сталь», «Боевой стимул». Альбомы записывались в квартирных условиях (позже комната в квартире Летова, где происходила запись альбомов «Гражданской обороны» и других групп, получила название «ГрОб-Records»). Магнитоальбомы распространялись поклонниками самостоятельно. СМИ игнорировали группу, и сам Летов высокомерно относился к вниманию СМИ к своей группе, полагая, что телевидение и радио убивают рок-музыку. Тем не менее песни «Гражданской обороны» в конце 80-х стали популярны в СССР, и группа могла составить конкуренцию таким признанным в советских СМИ группам, как «Кино», «Алиса», «Наутилус Помпилиус». Отчасти эта слава поддерживалась из-за проблем Летова с властями — Летову приходилось сидеть в психиатрической лечебнице и скрываться от КГБ вместе с Янкой Дягилевой после скандального выступления на Новосибирском рок-фестивале.

#### Концерты по СССР

Гражданская оборона в 1989 году на сцене дома культуры

В 1988—1990 годах началась концертная деятельность группы. Состав группы многократно менялся, помимо Летова и Рябинова и барабанщика Аркадия Климкина в группе в разное время играли: Олег Судаков (Манагер), Игорь Жевтун (Джефф), Дмитрий Селиванов, Янка Дягилева, Евгений Деев (Дабл), Игорь Староватов.
В начале 1989 года группа приезжает в Ленинград, здесь с ними в качестве продюсера работает Сергей Фирсов. Он организовывает концерт в рок-клубе, устраивает запись «живого» альбома «Песни радости и счастья», а также болванки к альбомам «Здорово и вечно», «Армагеддон-попс», «Война», «Русское поле экспериментов». Большая часть записывается в студии группы «АукцЫон», а акустический сольник Летова «Русское поле эксперимента» — у Фирсова дома, там же ими записан альбом «Продано!» Янки.
После этого Фирсов организовал поездку ГрОб в Таллин, в Симферополь, где они в марте выступили с концертами в ДК МВД, Ялте и Гурзуфе. Оттуда они отбыли на поезде в Тюмень.
В том же 1989 году на ГрОб-студии были записаны ещё четыре альбома «Гражданской обороны»: «Здорово и вечно», «Армагеддон-попс», «Война» и «Русское поле экспериментов». В 1988—1990 годах Летов, Рябинов и Судаков активно работали в параллельном «Гражданской обороне» проекте «Коммунизм» (записано 14 альбомов).
В 1990 году был записан альбом «Инструкция по выживанию», состоящий в основном из песен Романа Неумоева — лидера тюменской группы «Инструкция по выживанию», от которых он на момент записи альбома временно отказался по своим убеждениям. Егор записал эту пластинку вдвоём с Джеффом, который стоял у истоков «Инструкции». Егор Летов также часто исполнял песни «Непрерывный суицид» и «Родина-смерть» на концертах. Впоследствии, в начале 2000-х годов, Роман Неумоев опубликовал на своём сайте главы «Мифологии» с воспоминаниями, в которых фигурировали в том числе Егор и Янка, после чего отношения между Неумоевым и Летовым были прекращены. Егор назвал эти воспоминания «баснями пасквильного содержания». Проблемы возникли и с изданием на CD. Буклеты к первому изданию альбома пришлось перепечатывать, так как Неумоев потребовал написать «Гражданская оборона исполняет песни группы Инструкция по Выживанию» на лицевой стороне обложки. В дальнейшем при переиздании этот альбом был вычеркнут из каталога группы.
В начале 1990 года концертная деятельность группы продолжалась. Состав группы в то время таков:
- Егор Летов — вокал, гитара;
- Константин Рябинов — бас;
- Игорь Жевтун — гитара;
- Аркадий Климкин — ударные.

Однако Летов к тому моменту пресытился обрушившейся на него и его группу славой и начал опасаться превращения группы в коммерческий проект, а постоянные драки и беспорядки, которыми сопровождались концерты «Обороны», ещё больше подталкивали Летова к решению о прекращении деятельности группы. 13 апреля 1990 года состоялся последний концерт группы в Таллине, после чего на три года группа под названием «Гражданская оборона» прекратила существование. Летов, переставший к тому моменту давать концерты и интервью, создал в 1990 году психоделический проект под названием «Егор и Опизденевшие», просуществовавший до 1993 года. В рамках проекта было записано три альбома: «Прыг-скок: детские песенки», «Сто лет одиночества» и «Психоделия Tomorrow».

### Возрождение (1993—1994)
В конце 1993 года Егор объявил о воссоединении группы с названием «Гражданская оборона». Первая же акция, прошедшая в Москве в декабре 1993 года в ДК им. Горького, носила название «Руководство к действию» и закончилась вместо концерта крупными беспорядками и массовым уличным побоищем между поклонниками группы и ОМОНом. Организаторы, не поставив никого в известность, дали массированную рекламу, вплоть до телевизионной, и продали в 800-местный зал несколько тысяч билетов, после чего сняли кассу и скрылись с деньгами. Ближе к объявленному времени начала концерта у ДК собралась многотысячная толпа, многие приехали на концерт из других городов. Людей не пускали внутрь даже по билетам. Милиция не контролировала ситуацию, и на подмогу прибыло несколько машин с бойцами ОМОНа, которые применяли для разгона толпы слезоточивый газ и стрельбу в воздух. Разъярённая толпа сняла с рельсов трамвай. Масла в огонь подлило заявление Летова о своих коммунистических убеждениях, на что многие фанаты группы, считавшие его доселе анархистом и антисоветчиком, отвернулись от него и обвинили в предательстве. Аналогично поступят многие поклонники группы, придерживавшиеся коммунистических взглядов, после того, как Летов «завяжет» с политикой.
В 1994 году группа активно гастролировала в рамках рок-движения «Русский прорыв» совместно с другими двумя группами-участницами этого движения: «Инструкция по выживанию» (лидер Роман Неумоев) и «Родина» (лидер Олег Судаков). Также «Гражданская оборона» в это время сотрудничала с НБП и поддерживала Зюганова на президентских выборах 1996 года.

### Кризис состава (1995—1999)
В 1996 году были записаны альбомы «Солнцеворот» и «Невыносимая лёгкость бытия» (в 2005 году пересведены, переосмыслены и переименованы соответственно в «Лунный переворот» и «Сносную тяжесть небытия»). После чего «Гражданская оборона» несколько лет не записывала альбомы, а первый альбом с новым авторским материалом группы появился только в 2004 году. В своём роде это был переходный период с большим количеством концертов. Старый состав группы постепенно распался, сформировался новый.
На концерте в Новосибирске летом 1997 года Егор Летов познакомился с Натальей Чумаковой (до этого они виделись лишь однажды, на похоронах Янки), которая вскоре стала бас-гитаристкой группы, женой и верным спутником Егора до последних дней. Вот как Летов рассказывал про это знакомство:

Нас поселили к девушке. Я её и не узнал даже. Сидим на кухне, выпиваем с её мужем, теперь уже бывшим, а все остальные на лавочке у дома курят. Тут один из наших музыкантов — Махно — приходит и говорит: «Скорей идём, это надо слышать». Мы приходим, а она, как заправский комментатор, профессиональный разговор ведёт про «Милан» и «Ювентус». Так как я болельщик футбольный со стажем, начал с ней беседу вести, и всё мне сразу стало ясно.
В 1998 году у группы появился новый директор — Сергей Попков. До этого административные функции выполняла бывшая подруга Егора — Анна Волкова.
Проблема организации концертов группы, музыканты которой жили в разных городах по всей России от Сибири до Москвы, была в том, что, помимо гонорара, существенными были расходы на дорогу. Туры «ГО» по России формировались так, что к обязательным выступлениям в Москве и Петербурге ставились другие концерты в небольших городах. Такие туры были регулярными, проходя каждую весну и осень. Несмотря на отсутствие новых альбомов, а зачастую и рекламы и концертных афиш, «Гражданская оборона» стабильно собирала полные залы. Гастроли служили группе в основном для того, чтобы заработать на запись альбомов, аппаратуру для домашней студии, новые книги и пластинки, которые закупались по возвращении.
В конце 1990-х в группе назрел «кризис состава». Жена Константина Рябинова получила квартиру в Санкт-Петербурге, и в 1997 году Рябинов переехал туда из Омска. Джефф живёт в Москве. На концертах «ГО» постоянно менялся состав, соло-гитаристом выступал то Кузьма, то Джефф.
На концерте в Москве 1 мая 1998 года в составе группы вышли сразу три гитариста (Кузьма, Джефф, Махно), на бас-гитаре дебютировала Наталья Чумакова. Всего через несколько месяцев в Новосибирске Егор играл вдвоём с местным барабанщиком и со сцены сказал о том, что у него больше нет группы. Зимой 1998 года после акустического концерта в Харькове Егор посетовал журналистке на проблемы с составом:

Идеально, конечно, было бы набрать новых. Но откуда их брать? Для того, чтобы нормально сыграться с музыкантами, чтобы была духовная совместимость, нужно время. Я этого сейчас позволить себе не могу, поэтому играю со старыми музыкантами. Хотя они не хотят и уже по большому счёту не могут вложить в эту музыку то, что вкладывали в 1989 году. По этой причине я даю акустику и хочу собрать новую команду.
В 1999 году музыканты вновь собрались, чтобы сыграть несколько концертов, один из которых прошёл в Нью-Йорке. Это был первый выезд группы за пределы бывшего СССР. В Америке было запланировано несколько концертов, но из-за плохой организации все концерты, кроме первого, были отменены в последний момент. После концерта в США Константин Рябинов окончательно остался в Санкт-Петербурге и прекратил участие в группе.
Неприятности возникли у «Гражданской обороны» и в России. Организовать тур в честь 15-летия группы взялась партия «Трудовая Россия», которая хотела совместить его с собственной предвыборной кампанией. На предварительном этапе состоялась встреча Егора Летова и председателя партии Виктора Анпилова, которая разочаровала обоих. На первом же выступлении в Москве зал кинотеатра «Авангард» (м. «Домодедовская»), не готовый к таким концертам, сильно пострадал: оказались сломанными первые шесть рядов кресел. Узнав о беспорядках на концерте, Виктор Анпилов заявил, что имидж группы позорит партию, и дал указания прекратить сотрудничество и отменить около 10 последующих концертов в разных городах. Аналогичное заявление о разрыве отношений последовало и от группы. Тур был сорван. Единственный концерт, состоявшийся после этого, прошёл в середине декабря в Ижевске. На нём группа играла без соло-гитариста: в Ижевск не смог поехать ни Кузьма, ни Джефф. На концерте в Москве и Ижевске Егор впервые выступал на электрических концертах «Гражданской обороны» с гитарой. До этого он всегда выступал как свободный вокалист.
28 декабря 1999 года погиб гитарист «Гражданской обороны» Евгений Пьянов — разбился, выпав из окна 4-го этажа собственного дома. Обстоятельства смерти неизвестны. Существует версия, что Евгений перед смертью находился в состоянии наркотического опьянения. Есть версия, что это была трагическая случайность. После смерти «Махно» директор группы Сергей Попков познакомил Егора с омским гитаристом Александром Чеснаковым, который сначала принимал участие в концертах как сессионный гитарист, затем постепенно влился в состав, став одной из основных фигур в «Гражданской обороне» 2000-х. 1999 год стал последним для старого состава группы.

### XXI век (2000—2008)
В 2002 году вышел альбом «Звездопад», полностью состоящий из песен советских авторов.

Задуман он был ещё в конце работы над «Солнцеворотом», с Кузьмой. Песен должна была быть целая куча, двойник, а то и тройник. Причём не «ГО», а «Коммунизм». Среди прочих — песня из фильма «Король-Олень», «Всё ещё впереди», «Мы вращаем землю», Высоцкого и т. д. и т. п. Часть песен должен был петь Кузьма, он их подбирал под себя, часть — я. В то время он уже из студийного состава ГО фактически ушёл, дабы заняться сольной карьерой. После этого идея концептуально изменилась, был задуман диптих — из любимых наших песен и из западных, составленный и исполненный по подобному принципу. Это родственные, во многих из которых меня как личности больше чем в собственных, песни, я об этом много уже говорил и не хочу повторяться… Но это только одни из прочих, отдельные проявления того, что мне глубоко свойственно по духу.— Вспоминает Летов в off-line интервью от 24 ноября 2004 года

«Звездопад» так и был задуман как диптих, одна часть которого была бы из советских песен 60-х годов, а вторая — англоязычная. Могу сказать, что туда обязательно вошла песня Shocking Blue «The Long and Lonesome Road», Beatles «I’m Only Sleeping», Love «Always See Your Face», Tomorrow «Hallucinations», Byrds «Thoughts and Words», Tornadoes «Telstar»… В общем, был даже целый список.
В 2004 году Егору Летову исполнилось 40 лет, а «Гражданская оборона» отметила своё двадцатилетие. В Санкт-Петербурге и Москве прошли концерты, где в составе группы выходили музыканты всех составов «ГО». Московский концерт в ДК Горбунова, записанный с пульта и снятый с 8 камер, впоследствии вышел в 2006 году как первый официальный DVD «ГО» на лейбле «Выргород» (вместе с концертным альбомом «XX лет ГО»).
В 2004 году были записаны два альбома: «Долгая счастливая жизнь» (вышел в 2004 году) и «Реанимация» (вышел в 2005 году), в которых группа отошла от политики и панк-рока в сторону психоделического гаражного рока. С их выходом начался новый этап творчества «Гражданской обороны». Альбомы хорошо приняли музыкальные критики, кроме этого с уходом Михаила Козырева песни с последних альбомов впервые поставило в эфир «Наше радио», творчество группы широко освещалось СМИ, это способствовало как появлению у группы новых поклонников, так и разочарованию в ней наиболее маргинальной части публики. Сам Егор Летов равнодушно воспринимал происходящие перемены в восприятии «Гражданской обороны», практически не давал интервью (за исключением ответов на вопросы на официальном сайте) и сочинял новые песни.
После выхода альбома «Реанимация» проходят крупные концерты в московских «Лужниках» (4000 зрителей) и петербургском «Юбилейном» (3500), а также американские гастроли группы (Сан-Франциско, Нью-Йорк, Бостон). Осенью 2005 года в группу пришёл барабанщик Павел Перетолчин, параллельно являвшийся звукооператором группы «Дети Picasso» и московского клуба «Проект ОГИ».
Последний состав группы:
- Егор Летов — вокал, гитара;
- Наталья Чумакова — бас-гитара, орган (на записи);
- Александр Чеснаков — гитара, орган (на записи);
- Павел Перетолчин — ударные.

С 2005 года Егор вместе с Натальей Чумаковой занимался реставрацией и цифровым ремастерингом ранних альбомов «Гражданской обороны» и других своих проектов. Изданием архива «ГрОб-Рекордс» занималась фирма «Мистерия звука» (диски выходили в виде диджипаков, картонных подарочных упаковок с толстыми буклетами, архивными фото, текстами и комментариями музыкантов).
9 мая 2007 года издательство «Выргород» выпустило новый альбом группы «Зачем снятся сны?», названный критиками самым светлым диском в дискографии группы. Сам Егор в разговорах об альбоме говорил: «Впервые я создавал вещь для себя, чтобы выразить всё, что я чувствую. Поэтому я не стал ни материться, ни на кого-то нападать».
Летов попал на обложку второго номера музыкального журнала «Billboard» на русском языке. Московский концерт в поддержку альбома прошёл в клубе Б1 Максимум. На основе материала, снятого и записанного на этом концерте, был смонтирован DVD «Концерт в Б1. Зачем снятся сны», выпущенный лейблом «2+2=5» в конце года — второй официальный DVD в истории группы. Отличительной особенностью является динамичная картинка. Первый тираж в пластмассовом футляре с упрощённым оформлением появился на презентации диска на концерте «Гражданской обороны» в московском клубе «Точка» 26 октября 2007 года.
Осенью 2007 года «Гражданская оборона» гастролировала в Норвегии, где представляла Россию на международном литературном фестивале Ordkalotten в студенческом городке Тромсё. На концерте в Осло в зале было много местной публики, на афишах концерта было написано «Legendarisk Russisk Punk» (с норв. — «Легендарный русский панк-рок»). После Норвегии тур продолжился по России и Украине. Концерты прошли в том числе в Киеве, Москве и Новосибирске. Концерты в Липецке и Пскове были перенесены под давлением местных властей.
Несмотря на то, что последний альбом группы «Зачем снятся сны?» практически проигнорировало «Наше радио», в отличие от двух предыдущих, по результатам года его продажи ещё при жизни Летова обошли эти альбомы.
С 22 по 24 января Егор ответил на вопросы поклонников группы. Интервью получилось очень большим, было опубликовано на официальном сайте группы в двух частях. В начале февраля, 8 и 9 числа, состоялись два концерта «Гражданской обороны» в Уфе и Екатеринбурге соответственно. Репортажную съёмку первого выступления показало местное телевидение. Концерт в Екатеринбурге был записан целиком. Концерты прошли хорошо, группа по-прежнему была на подъёме. Ничто не предвещало беды. Однако, по словам барабанщика Павла Перетолчина, после последнего концерта Егор выглядел уставшим, но оживился, когда в гримёрку пришли ребята из разогревающей команды.
За несколько дней до смерти Егор звонил своему другу журналисту Максиму Семеляку. По словам Максима, у Егора был «счастливый голос и смех отдохнувшего человека». Они говорили о планах, договорились делать книгу диалогов, Егор попросил купить ему в Москве американский сборник Fading Yellow — волновался, что его раскупят. 24 февраля должен был состояться акустический концерт Егора в Санкт-Петербурге, после которого был запланирован большой весенний тур группы, начинавшийся на юге России.
19 февраля 2008 года в Омске в 16:57 по местному времени Егор Летов скончался во сне от остановки сердца. По некоторым данным, причиной остановки сердца стала острая дыхательная недостаточность развившаяся на фоне отравления алкоголем. Похоронен Егор 21 февраля на Старо-Восточном кладбище Омска рядом с могилой своей матери. Последний свой концерт Егор и «Гражданская оборона» сыграли в Екатеринбурге 9 февраля 2008 года.
Известно, что Егор Летов готовил к изданию сборник раритетов «Со Скоростью Мира», но не успел записать вокал. Туда планировались песни 1993—2007 годов. Это в первую очередь альтернативные версии уже известных песен, записанных во время работы над последними альбомами группы, кавер на песню БГ «Электрический пёс» (он был опубликован в рамках трибьюта Аквариума 9 мая 2012 года), демозаписи альбома «Зачем снятся сны?», сделанные без барабанщика Павла Перетолчина. Кроме этого, в последнем интервью Егор упоминал о двух DVD, которые готовились к выпуску: электрический и акустический концерт в клубе «Апельсин» с часовым бонусом концерта в Лужниках.

### После смерти Егора Летова
24 февраля 2008 года в Санкт-Петербурге в ночном клубе «Орландина» был запланирован акустический концерт Егора Летова. После смерти Егора концерт был отменён, но чуть позже было решено в том же клубе провести концерт памяти Егора, а собранные средства перечислить в Омск родственникам музыканта. Концерт был прерван из-за аварии с проводкой.
7 марта 2008 года в московском спорткомплексе «Олимпийский» премия в области рок-н-ролла «Чартова дюжина». Премия в номинации «Легенда» была присуждена Егору Летову. Награду получили Наталья Чумакова и Сергей Попков. Также на премии прозвучала оркестровая версия песни «Всё идёт по плану» в исполнении оркестра Константина Кримеца.
В марте 2009 года на официальном сайте объявлена подписка на трёхтомник автографов (рукописей, черновиков и беловиков песен) Егора Летова. Издание завершилось в 2014 году.
15 июня 2010 года лейбл «Выргород» выпустил двойной концертный альбом — «Апельсин. Электричество», ставший релизом с ранее неизданным материалом «Гражданской обороны». Альбом представляет собой записанный 19 ноября 2006 года на многоканальный пульт концерт в клубе «Апельсин», заново сведённый и отреставрированный Егором и музыкантами «Гражданской обороны» осенью 2007 года.
17 октября 2009 года в Москве в рамках международного кинофестиваля «Завтра» состоялся показ «Егор Летов. Проект фильма», коллажа из архивных видеоматериалов, созданной вдовой музыканта Натальей Чумаковой при участии Максима Семеляка, журналиста и друга Егора. Первоначально анонсировалось, что это не фильм, а именно проект, показ которого имеет своей целью привлечь внимание тех, кто сможет на основе видеоархивов приступить к работе над фильмом о «Гражданской обороне». По тем же причинам этот коллаж не планировался к изданию. Однако по многочисленным просьбам «Проект фильма» показали ещё несколько раз в 2010 году в Москве, Санкт-Петербурге, Ярославле и Новосибирске. Известно, что работа над фильмом ведётся, но никакие сроки его выхода не озвучивались.
В январе 2011 года на официальном сайте группы началась подписка на второй том книги рукописных стихов и песен Егора Летова. В ноябре 2011 года было выпущено переиздание книги Егора Летова «Стихи», подготовленное им самим ещё в 2007 году. В декабре 2011 года вышел акустический концертный альбом «Апельсин. Акустика». 9 мая 2012 года в Интернет был выложен «Электрический пёс» — кавер «Гражданской обороны» на группу «Аквариум», 10 сентября «Электрический пёс» был выпущен на компакт-дисках. В этот же день вышли виниловые издания альбома «Зачем снятся сны?» и DVD концерта Егора Летова в клубе «Апельсин».
Осенью 2019 года было объявлено о воссоединении коллектива для проведения нескольких концертов, приуроченных к 35-й годовщине основания группы. Мероприятия прошли в ноябре 2019 года в Новосибирске, Екатеринбурге, Санкт-Петербурге и Москве.
Впоследствии тур был дополнен ещё двумя концертами в феврале 2020 года в Санкт-Петербурге и Москве в уменьшенном составе: Рябинов, Судаков, Староватов, Жевтун, Андрюшкин.
Финальный концерт тура от 23 февраля 2020 года в Москве (клуб Glastonberry) стал последним публичным выступлением Константина Рябинова, который скоропостижно скончался от инсульта в городе Санкт-Петербурге 16 марта 2020 года.
Летом 2020 года на виниловой пластинке была выпущена запись первого электрического концерта группы, состоявшегося на I новосибирском рок-фестивале в 1987 году.
Зимой 2021 года издательство Bull Terrier Records издало на пластинке выступления «Гражданской обороны» на II новосибирском рок-фестивале, которое состоялось в апреле 1988 года.
В январе 2022 года Наталья Чумакова объявила о планах издать все имеющиеся у неё записи проекта «Посев».
10 сентября 2024 года издательство «Выргород» выпустило DEMO альбомов «Долгая счастливая жизнь» и «Реанимация» «Со Скоростью Мира». Диск выпущен под вывеской проекта «Егор и Опизденевшие».
В 2025 году выходит книга музыкального журналиста Александра Горбачёва «Он увидел солнце. Егор Лето и его время»

## Поэзия Летова
Часто Летова спрашивали в интервью, почему его песни и стихи пестрят цитатами из разнообразных книг, кинофильмов и других произведений искусства. На что он отвечал:

А что касаемо цитирования… это очень здорово — взять и привнести что-то неожиданное и новое, красивое — в то, что уже… Это как взять и достать с чердака старую игрушку, сдуть с неё пыль, подмигнуть, оживить — и да будет Праздник! Понимаешь?
В качестве своих любимых и наиболее повлиявших на него поэтов Егор называл, в первую очередь, футуристов и ОБЭРИУтов, отдельно выделяя Александра Введенского, Владимира Маяковского и Алексея Кручёных. Из зарубежных авторов Летов выделял Уильяма Блейка и Георга Тракля, а из поэтов-музыкантов высоко ценил Артура Ли из Love, Марка Смита из The Fall и Боба Дилана.
Исследование, характеризующее специфику поэзии Летова и его нишу среди остальных рок-музыкантов, было опубликовано под названием «Русский рок, бессмысленный и беспощадный». Авторы статьи с помощью метода token analysis выявили так называемые «уникальные слова» из текстов случайных песен самых известных представителей «русского рока». Иначе говоря, удалили из текстов все повторы слов. Оставшиеся и показали долю «уникальных слов» в репертуаре отечественных рок-групп. К тексту песен относятся и все повторы припевов. Слова считаются от первой до последней буквы: «струна» и «струны» — разные слова. Количество взятых слов достаточное — 10000 на каждого исполнителя. На твёрдом втором месте в этом исследовании — Егор Летов и его группа «Гражданская оборона».

## Влияние группы
Александр Кушнир в своей книге «100 магнитоальбомов советского рока» пишет:

Не случайно весной 88-го года по стране пошло гулять выражение: «Панк-рок существовал в СССР ровно двадцать минут — во время концерта «Гражданской обороны» в Новосибирске. Всё остальное — это уже постпанк».
«Гражданская оборона» повлияла на формирование «Сибирского андерграунда» (направление панк-музыки, возникшее в Омске, Новосибирске, Тюмени), однако успех коллектива в конце 1980-х годов породил большое количество подражателей и последователей и за пределами Сибири. Для групп, на чьё творчество оказала влияние «Гражданская оборона», были характерны записи в стиле Lo-Fi и, как правило, агрессивно-депрессивная лирика политической, социальной и экзистенциальной направленности. Группами, испытавшими сильное влияние «Гражданской обороны», являются барнаульская группа «Тёплая Трасса», московские группы «Лисичкин Хлеб», «Банда четырёх» и «Соломенные еноты», белорусские коллективы «Красные Звёзды», «Северное Сияние» и электро-панки «Сугробы», а самыми известными последователями стиля «Гражданской обороны» на постсоветском пространстве считается казахстанская группа «Адаптация». Влияние творчества и личности Егора Летова на российскую панк-сцену было настолько велико, что его вступление в Национал-большевистскую партию повлекло аналогичный поступок со стороны ряда групп (в том числе «Банды четырёх», «Красных звёзд» и других). Группы, имеющие отношение к НБП, склонны копировать звучание «Гражданской обороны» образца 1980-х годов. Помимо этого некоторые группы используют название «Гражданской обороны» в проектах, например, «Диагноз 27».
О влиянии группы «Гражданская оборона» высказывались и участники известных на всю страну панк-групп, таких как «Сектор Газа», «Король и Шут», «Химера», «Оргазм Нострадамуса», «Ленинград», Lumen, «Порнофильмы», «Суперкозлы», Louna и многие другие.
В 2010 году альбом «Русское поле экспериментов» занял 25-е место в списке «50 лучших русских альбомов всех времен», составленный журналом «Афиша» по итогам опроса молодых российских музыкантов. Также в список вошли пластинки сайд-проекта группы «Егор и Опизденевшие» «Сто лет одиночества» (9-е место) и «Прыг-скок: Детские песенки» (19-е место).
6 мая 2013 года на митинге оппозиции в честь годовщины событий на Болотной площади в Москве, журналист Олег Кашин исполнил а капелла «Все идёт по плану».
4 июля 2013 года на открытии Manchester Internation Festival, группа Massive Attack с Элизабет Фрейзер исполнила песни Янки Дягилевой и Егора Летова «Печаль моя светла» и «Всё идёт по плану». При этом согласие на исполнение от Натальи Чумаковой получено не было.

## Бывшие участники
- Егор Летов — вокал, гитары, бас-гитара, ударные, перкуссия, нойз, эффекты и др. (1984—1985, 1986—1990, 1993—2008) †
- Константин Рябинов (Кузя УО) — гитары, бас-гитара, электроорган, перкуссия, вокал, подпевки, нойз, эффекты и др. (1984—1985, 1988, 1989—1990, 1993—1999, 2004, 2019—2020) †
- Андрей Бабенко (Босс) — гитара (1984—1985)
- Андрей Машковцев (Иван Камикадзе) — подпевки (1984)†
- Андрей Васин (Курт) — вокал, подпевки (1984—1985)
- Александр Клипов (Иван Морг) — вокал, подпевки (1984—1985) †[51]
- Ирина Рябинова — вокал, подпевки (1985)
- Александр Бусел — бас-гитара (1985)
- Олег Ивановский — гитара (1985)
- Александр Рожков (Иваныч) — флейта, гитара, перкуссия, вокал и прочие инструменты (1985—1986)
- Валерий Рожков (Вэл) — флейта (1985—1986)
- Евгений Филатов (Джефф) — бонги, губная гармошка, гитара, подпевки (1986)
- Олег Лищенко (Бэби) — гитара, бас-гитара, вокал (1987) †
- Евгений Лищенко (Эжен) — бас-гитара, ударные, вокал (1987) †
- Яна Дягилева (Янка) — бэк-вокал, бас-гитара (1988, 1989, 1990) †
- Дмитрий Селиванов — гитара (1988) †
- Евгений Деев (Джон Дабл) — бас-гитара (1988) †
- Игорь Жевтун (Джефф) — гитара, бас-гитара, вокал, подпевки и прочие инструменты (1988—1989, 1989—1990, 1993—2000, 2004, 2019—2020)
- Аркадий Климкин — ударные (1988—1990, 2019)
- Олег Судаков (Манагер) — вокал, бэк-вокал (1988, 2019—2020)
- Игорь Староватов — бас-гитара (1988—1989, 2019—2020)
- Сергей Зеленский — гитара, бас-гитара (1989)
- Игорь Гуляев — гитара (1994) †
- Александр Андрюшкин (Призрак Оперы) — ударные (1994—2005, 2019—2020)
- Анна Волкова — бас-гитара, клавишные, электроскрипка, бэк-вокал (1995—1997)
- Аркадий Кузнецов — бас-гитара (1994, 2019)
- Евгений Кокорин (Джексон) — бас-гитара, гитара, подпевки (1994, 1997, 2004, 2019)
- Евгений Пьянов (Махно) — бас-гитара, гитара (1995—1999) †
- Наталья Чумакова — бас-гитара, подпевки, электроорган (1997—2008)
- Сергей Летов — саксофон (2000—2004, 2019)
- Александр Чеснаков — гитары, подпевки, электроорган (2000—2008, 2019)
- Павел Перетолчин — ударные (2005—2008)

## Дискография
За всю свою историю группа выпустила 23 официальных, а также множество неофициальных альбомов, множество бутлегов, сборников и официальных и неофициальных концертных записей. Общая численность композиций (включая каверы, инструменталы, аудиомонологи, аудиоколлажи проекта «Коммунизм»), сделанных Егором Летовым и его соратниками, составляет не менее 1153 записей, автором подавляющего большинства этих вещей является сам Егор Летов.
Студийные альбомы
- 1985 — Поганая молодёжь
- 1985 — Оптимизм
- 1985 — Psychedelia Today* (с Александром Рожковым)
- 1986 — Игра в бисер перед свиньями*
- 1987 — Мышеловка
- 1987 — Хорошо!!
- 1987 — Тоталитаризм
- 1987 — Некрофилия
- 1987 — Красный альбом
- 1988 — Всё идёт по плану
- 1988 — Так закалялась сталь
- 1988 — Боевой стимул
- 1989 — Тошнота
- 1989 — Песни радости и счастья
- 1989 — Посев*
- 1989 — Война
- 1989 — Здорово и вечно
- 1989 — Армагеддон-попс
- 1989 — Русское поле экспериментов
- 1990 — Инструкция по выживанию
- 1997 — Солнцеворот
- 1997 — Невыносимая лёгкость бытия
- 2002 — Звездопад
- 2004 — Долгая счастливая жизнь
- 2005 — Реанимация
- 2005 — Лунный переворот* (версия альбома «Солнцеворот»)
- 2005 — Сносная тяжесть небытия* (версия альбома «Невыносимая лёгкость бытия»)
- 2007 — Зачем снятся сны?

* — неномерной альбом
Концертные
- 1986 — Песни в пустоту («Выргород»)
- 1987 — Выступление на I новосибирском рок-фестивале (Bull Terrier Records)
- 1988 — Выступление на II новосибирском рок-фестивале (Bull Terrier Records)
- 1988 — Анархия в НГУ (Bull Terrier Records)
- 1989 — Свет и стулья (Ur-Realist)
- 1990 — Концерт в МЭИ (Manchester Files)
- 1990 — Последний концерт в Таллине (Manchester Files)
- 1994 — Неожиданный концерт (Latimeria Records)
- 1994 — Русский прорыв в Ленинграде (Manchester Files)
- 1994 — Русский прорыв в Тюмени (Цифровой релиз 2021)
- 1997 — Концерт («ХОР»)
- 2001 — Полигон (Лучшее) (Sparc)
- 2002 — Свобода («ХОР»)
- 2002 — Тверь 2002 (Bookwar Records)
- 2004 — Live! Выступление в клубе Рок-Сити («Мистерия звука»)
- 2004 — XX лет. Концерт в ДК Горбунова («Выргород»)
- 2006 — Апельсин. Электричество («Выргород»)
- 2007 — Концерт в Б1 26.05.07 «Зачем Снятся Сны» (Концерт в Б1 26.05.07 «Зачем Снятся Сны»)

Синглы
- 2012 — Электрический пёс

Сборники
- 1992 — Всё идёт по плану (BO'N'DA records/«ТАУ Продукт»)
- 1993 — Попс («Золотая долина»)*
- 1994 — Русское поле экспериментов (BSA Records)
- 1994 — Война (BSA Records)
- 2001 — Легенды русского рока (Moroz Records)
- 2002 — Поезд ушёл («ХОР», издан на цифровых сервисах в 2021)
- 2006 — Избранное («Мистерия звука»)**
- 2009 — Новая Коллекция. Лучшие Песни («Монолит»)
- 2017 — The Best, Pt. 1***
- 2017 — The Best, Pt. 2***
- 2018 — The Best, Pt. 3***
- 2022 — Легенды русского рока (Moroz Records)

* — переиздавался на CD в 1994 году фирмой BSA Records
** — выходил как приложение к журналу Stereo&Video, отдельно — никогда
*** — цифровой релиз на «Яндекс.Музыке»

## Трибьюты

### Студийные
- Гражданская оборона. Трибьют (2001)
- Гражданская оборона. Трибьют. Часть 2 (2003)
- Реинкарнация: Industrial Трибьют Гражданской обороны (2011)[55]
- VA by We Are Rock! — Гражданская оборона — Tribute to Здорово и вечно (2016)
- Gr.Ob Tribute / Скримо c пост-советских окраин (2016)[56]
- Medievallica – De defensione civili/"об обороне гражданской" (2017)
- Билли Новик — Песни Егора Летова (2018)
- Евгений Алексеев — Piano Tribute to Гражданская оборона (2018)
- Лёгкое дыхание (Анна - Кристина Киселёва) – Piano Tribute To Egor Letov (2018)
- Без меня. Трибьют Егора Летова (2019)
- Евгений Алексеев — Piano Tribute to Гражданская оборона Vol. 2 (2020)

### Концертные
- «Симфооборона» (2018)*
- «Летов в Сердце» (2018)[57]

* — ни в каком виде не издавался

## Видео

### VHS
- Последний концерт в Таллине + бонус — 1997 (в 2007 выпущен на DVD фирмой Manchester Files)
- Русский прорыв в Ленинграде — 1997 (в 2007 выпущен на DVD фирмой Manchester Files)

### DVD
Концерты
- XX лет. Концерт в ДК им. Горбунова 13.11.2004 — 2006
- Концерт в Б1 26.05.2007 «Зачем снятся сны» — 2007
- Концерт-посвящение «Гражданская оборона: 25 лет». 26.01.2011 (участвовали: Сергей Летов, «Кузьма и ВиртУОзы», «Разные люди», «Адаптация», «Машнин в ГрОбу») — 2010
- Егор Летов. «Апельсин. Акустика». 12.02.2006 — 2012
- «Апельсин. Электричество». 19.11.2006 — 2015

Документальные фильмы
- «Следы на снегу» (2014)
- «Здорово и вечно» (2015)

Фильмы-концерты
- «Сияние обрушится вниз» (2018)

Интернет-релизы (официальные бутлеги, распространяются через официальный сайт группы)
- Концерт на Лубянской площади 1 мая 2003 г. Фестиваль «Рок против диктатуры» — 2010[58]
- «Свобода». Концерт в кинотеатре Улан-Батор 26 апреля 2002 г. — 2011[59]
- «Рязань 2007» — 2011[60]
- Гражданская оборона в Ростове-на-Дону — 2011[61]
- Раменское, клуб «27Б» — 2011[62]
- Егор Летов. Акустика в Томске 28.04.1996 — 2012
- Москва. ДК, им. Горбунова 24.03.2006 — 2013
- Гражданская оборона, Чёрный Лукич. Новосибирск 19.06.1997 — 2013
- Концерт в «Б1» 26.05.2007 «Зачем снятся сны» (альтернативная версия) — 2015

Полнометражные фильмы
- Осенью 2014 года вышел фильм Владимира Козлова о сибирском панке «Следы на снегу».
- 20 ноября 2014 года вышел документальный фильм Натальи Чумаковой «Здорово и вечно» о советском периоде группы «Гражданская оборона»[63].
- «Сибирский Вудсток»[когда?][источник не указан 1432 дня]
- В 2018 году состоялась премьера фильма Натальи Чумаковой «Сияние обрушится вниз», посвящённого десятилетию со дня смерти Егора Летова. Фильм представляет собой запись последнего концерта «Гражданской обороны» 9 февраля 2008 года в Екатеринбурге.